# Esquirol dels matolls negre i vermell
L'esquirol dels matolls negre i vermell (Paraxerus lucifer) és una espècie de rosegador de la família dels esciúrids. Viu a Malawi, Tanzània i Zàmbia. El seu hàbitat natural són els boscos humits tropicals montans. Es desconeix si hi ha cap amenaça significativa per a la supervivència d'aquesta espècie, tot i que podria estar afectada per la destrucció del seu entorn.